# Odontotrypes orichalceus
Odontotrypes orichalceus es una especie de coleóptero de la familia Geotrupidae.

## Distribución geográfica
Habita en Sikkim (India).